# بيل وايت (سياسي أمريكي)
بيل وايت هو سياسي أمريكي، ولد في 16 يونيو 1953 في كانساس سيتي في الولايات المتحدة. نشط حزبياً في الحزب الجمهوري. وقد انتخب عضو مجلس نواب ولاية ميزوري ‏.